# Santes
 Santes  es una población y comuna francesa, en la región de Norte-Paso de Calais, departamento de Norte, en el distrito de Lille y cantón de Haubourdin.

## Demografía
| 2974 | 3362 | 3294 | 4735 | 4838 | 4974 |
| Para los censos de 1962 a 1999 la población legal corresponde a la población sin duplicidades (Fuente: INSEE [Consultar]) |      |      |      |      |      |